# Carignan (Francja)
Carignan – miejscowość i gmina we Francji, w regionie Grand Est, w departamencie Ardeny.
Według danych na rok 1990 gminę zamieszkiwało 3359 osób, a gęstość zaludnienia wynosiła 240 osób/km².

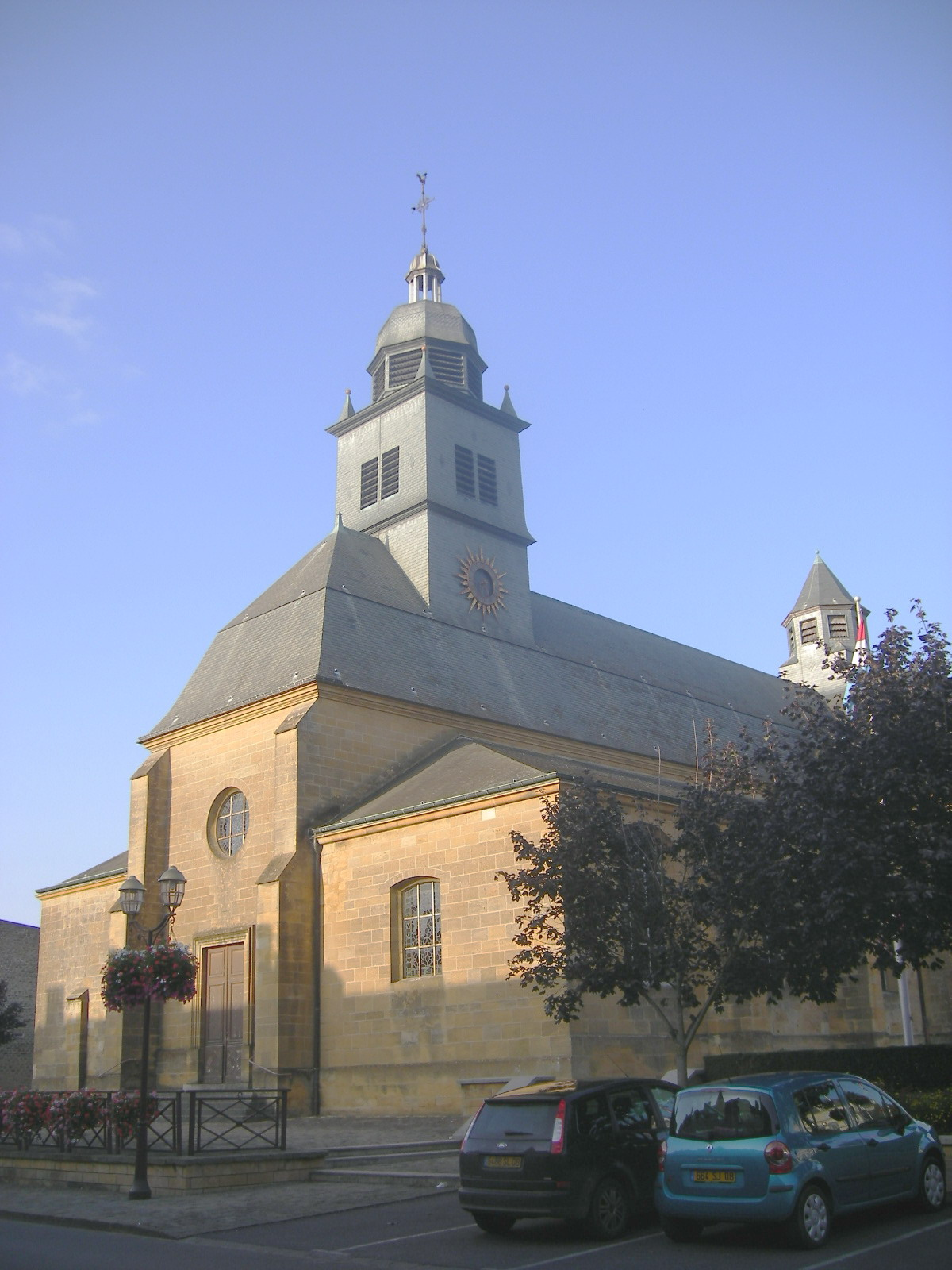
Kościół w Carignan, 2007